# Steen Jørgensen (sanger)
 Der er flere personer med dette navn, se Steen Jørgensen.
Steen Birger Jørgensen (født 17. marts 1959) er en dansk sanger, sangskriver og skuespiller, bedst kendt som forsanger for rockbandet Sort Sol.
Steen Jørgensen debuterede i punkbandet Sods den 24. november 1977 på Rødovre Statsskole, bandet blev senere til Sort Sol. I slutningen af 1998 udsendte Steen Jørgensen et album med jazzbassisten Lennart Ginman, med musik af Ginman og tekst af Steen. Albummet vandt priserne for Årets danske udgivelse og Årets danske producer (Ginman) ved Dansk Grammy 1999.
Steen har medvirket i filmene Et skud fra hjertet (1986) og Rami og Julie (1988).
Steen blev født uden den nederste del af venstre arm (flere steder siges det, at det skyldes hans mors brug af thalidomid under graviditeten, men dette modsiger han selv . Desuden kom thalidomid først i handlen i Danmark et halvt år efter hans fødsel ). Han voksede op i København, mellem Nørrebro og Frederiksberg.

## Diskografi
- Ginman/Jørgensen (med Lennart Ginman) (Columbia, 1998)
- Snedronningen (med Lennart Ginman) (Columbia, 2000)
- Standards for Living... (Sony, 2013)